# Orde voor Dapperheid (Russische Federatie)
De Orde voor Dapperheid (Russisch: Орден Мужества, Orden Moezjestva), werd op
2 maart, 1994 door de Russische Federatie ingesteld. Men verleent de onderscheiding voor "moed en zelfopoffering".
De orde is een voortzetting van de Sovjet-Russische Orde voor Persoonlijke Moed die op 28 december 1988 werd ingesteld. Aan de orde is een Reddingsmedaille verbonden.
Het kleinood van de orde is een zilveren kruis met een Russisch wapen in het midden. Het wordt aan een rood lint met een smalle grijze bies gedragen. In de praktijk is het lint donkerrood terwijl de statuten purperrood voorschrijven.
Op een uniform mag men een baton in de kleuren van het lint dragen.
De Medaille voor het Redden van Stervenden van de Russische Federatie wordt aan een wit lint met rode bies (het spiegelbeeld van dit lint) gedragen. Op de voorzijde van de ronde zilveren medaille is het kruis van de orde afgebeeld.